# Apostólico
Apostólico é um álbum ao vivo do grupo religioso Renascer Praise, gravado no Estádio do Pacaembu na cidade brasileira de São Paulo. Banda com dezenas de músicos, grande orquestra sinfônica, coral de apoio com 500 vozes e 40 cantores na linha de frente, além de um coral de 12 mil pessoas e 4 mil bailarinos, reunindo um público de cerca de 70 mil pessoas no local.

## Faixas

### CD
1. Na Força do Louvor
2. Nasci Pra Vencer
3. Pés Apostólicos
4. Os Filhos de Deus
5. Tu És o Motivo
6. Adorador
7. Ministração Apóstolo Estevam Hernandes
8. Vem Espírito
9. Graças Te Damos
10. Comunhão
11. Alvo Mais Que a Neve
12. Na Tua Presença

## Faixas

### DVD
1. Abertura
2. Na Força do Louvor
3. Nasci Pra Vencer
4. Pés Apostólicos
5. Os Filhos de Deus
6. Corro a Ti
7. Tu És o Motivo
8. Adorador
9. Ministração Apóstolo Estevam Hernandes
10. Vem Espírito
11. Graças Te Damos
12. Comunhão
13. Alvo Mais Que a Neve
14. Na Tua Presença